# E441号線
E441号線 (E441ごうせん、英: European route E441) はドイツにあり、ケムニッツ – プラウエン – ホーフを結ぶ、欧州自動車道路のBクラス幹線道路。
- ドイツ
  - E40号線 – ケムニッツ
  - E49号線 – プラウエン
  - E51号線 – ホーフ